# A1 (Kasachstan)
Die A1 ist eine 452 Kilometer lange Hauptstraße in Kasachstan. Sie verläuft in Nord-Süd-Richtung und verbindet so die zentral gelegene Hauptstadt Astana mit den Städten Kökschetau und schließlich Petropawl im Norden des Landes. Zwischen Astana und Kökschetau ist die A1 dabei auf rund 280 Kilometern als Autobahn ausgebaut.
Es ist die erste Straße Kasachstans der A-Nummerierung und damit die erste, die nicht auf den alten sowjetischen Nummerierungen basiert.

## Straßenbeschreibung
Die A1 (zugleich Teil der Europastraße 125) beginnt an einem Autobahnkreuz auf der Nordseite des Autobahnrings der kasachischen Hauptstadt Astana und führt dann nordwärts mit je zwei, teilweise mit je 3 drei Fahrstreifen in jede Richtung. Sie durchquert dabei flaches bis leicht hügeliges Gebiet, das weniger trocken ist, als der Süden des Landes. Dennoch sind nur wenige Abschnitte bewaldet, der Großteil besteht aus landwirtschaftlich genutzten Steppen. An den Seiten der A1 befinden sich mit Ausnahme der Stadt Schtschutschinsk vorwiegend Dörfer.
Anschließend führt die A1 durch Kökschetau. Von dort an verläuft sie einspurig weiter nordwärts durch flache, moderate Steppen, in die sich vermehrt auch Wald mischt. Bis zur Stadt Petropawl liegen nur wenige kleinere Orte an der A1. Die A1 führt noch durch Petropawl hindurch und endet schließlich im Norden der Stadt auf der M51.
| Astana | → 180 km → | Makinsk | → 38 km → | Schtschutschinsk | → 74 km → | Kökschetau | → 227 km → | Petropawl |

## Geschichte
Die A1 hatte zu Zeiten der Sowjetunion die Nummer A343. Auch nach der Unabhängigkeit 1991 blieb die Straßennummerierung zunächst bestehen. Erst in den späten 2000er Jahren wurde die A343 zur A1 neu nummeriert.
Seit dem Ausbau des Teilstücks Astana–Kökschetau zur regulären Autobahn im Jahr 2009, hat die A1 im Gegensatz zu vielen anderen Hauptrouten in Zentralasien mit Anschlussstellen, Autobahndreiecken und -kreuzen ein modernes Erscheinungsbild.

## Maut
Die Autobahn von Astana nach Schtschutschinsk ist seit 2013 eine Mautstraße.

## Galerie

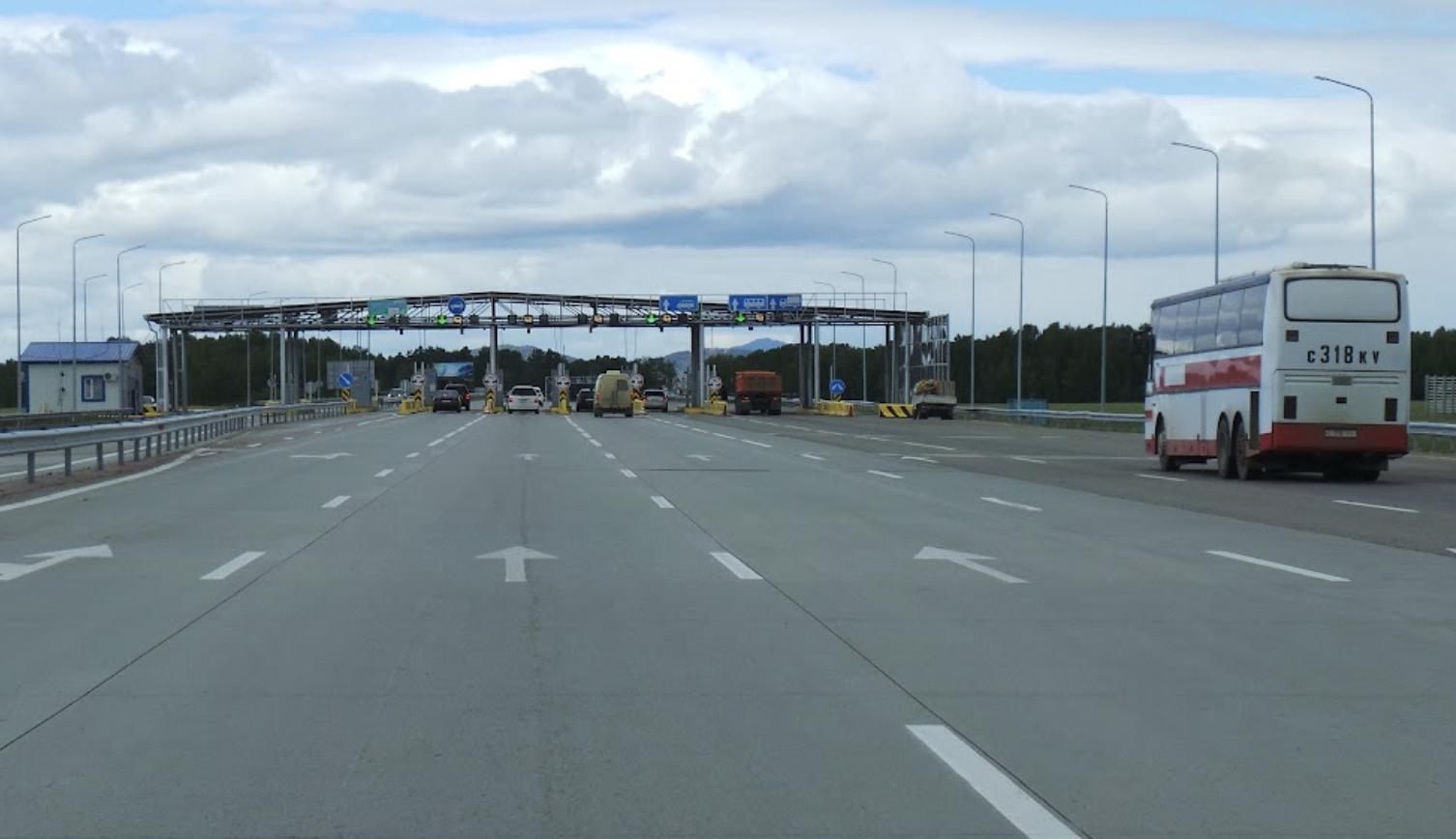
Mautstation in der Nähe von Schtschutschinsk.